# Luptă scenică
Lupta scenică este o tehnică specială în arta teatrală, care creează iluzia unei lupte fizice, fără a le face rău executanților. Este folosită în piesele de teatru, precum și în producțiile de operă și balet. De asemenea, termenul este folosit pentru a descrie coregrafiile de luptă din alte producții media cum ar fi cele de film și televiziune. Este un domeniu obișnuit de studiu pentru actori și dansatori și este foarte apropiat de practicarea cascadoriilor.